# Charles Coquelin
Pour les articles homonymes, voir Coquelin.
Charles Coquelin est un économiste Français né à Dunkerque le 25 novembre 1802 et mort le 12 août 1852 à Paris. Il fut rattaché à l'école libérale française.

## Biographie
Doué d'une mémoire remarquable, il étudie au collège de Douai puis rejoint la Faculté de Droit de Paris dont il obtient la licence et devient avocat. 
Il plaida plusieurs fois avec succès devant le tribunal de commerce de Dunkerque. Il resta lié à sa ville natale, en étant membre correspondant de la Société dunkerquoise pour l'encouragement des sciences, des lettres et des arts.
Avec d'autres avocats, il lança en 1827 un éphémère journal de jurisprudence commerciale qui disparut en 1829 après avoir absorbé une grande partie des ressources de son fondateur-gérant.
Il se lance alors dans l'économie politique et devient un collaborateur régulier entre autres du Journal des économistes, de la Revue des deux Mondes et du journal Le Temps. Il publie dans ce dernier des articles sur le régime des banques en Europe et en Amérique. Il s'intéresse en effet alors tout particulièrement au secteur de la banque qui se développe et publie deux ouvrages consacrés aux banques, Des banques en France (1840) et Du crédit et des banques (1848). Puis il dirige la publication du volumineux Dictionnaire de l'économie politique (1854).
Il a notamment milité, à l'instar de Frédéric Bastiat, pour un système d'éducation totalement libre. Il s'est opposé à son ami Gustave de Molinari sur sa conception de l'État.
Dans un article publié par la Revue des Deux Mondes en 1847, il analyse les problèmes liés à la liberté ou au monopole de l'émission de monnaie et conclut très nettement que le système engendrant le plus haut niveau de prospérité et de stabilité est incontestablement la libre concurrence de plusieurs instituts d'émission. Vingt-quatre ans avant Clément Juglar, celui-ci lui succéda au Journal des économistes, il explique ainsi l’aspect « récurrent » et « périodique » des crises commerciales.
Toujours selon Coquelin, les crises à caractère industriel et périodique ne sont pas inhérentes au système du libre marché, mais trouvent au contraire leur source dans l’intervention de l’État en matière monétaire. En attribuant des privilèges et des monopoles à certaines banques, (notamment le privilège d'émission) l’État perturbe les acteurs économiques en permettant que se produisent des fluctuations intempestives du crédit bancaire. De là provient le double défaut de la création d’injustices et de l’instabilité conjoncturelle.